# Jaime Iván Martínez
Jaime Iván Martínez Betancur (Caldas, Colombia, 16 de julio de 1971) es un asesino en serie colombiano. Es conocido por los alias de Asesino de Guarne y Monstruo del Oriente, asesinó a varias personas, entre ellas, su esposa y sus hijos. Los cuerpos de estos cadáveres fueron exhumados por personal especializado de la Fiscalía General de la Nación, en cooperación con el Cuerpo Técnico de Investigación (CTI), los Grupos de Acción Unificada por la Libertad Personal (GAULA) y perro policías quienes realizaron investigaciones en el lugar como parte de los procedimientos.
Las autoridades colombianas le señalan de asesinar entre 20 y 25 personas durante 10 años. Fue condenado a pagar 42 años de prisión, sentencia dictaminada por un juzgado especializado de Antioquia.
Las investigaciones realizadas determinaron que Martínez utilizaba hilo de nailon para atacar y asfixiar a sus víctimas. Además coleccionaba accesorios personales de las víctimas como zapatos, relojes, anillos, celulares, prendas de vestir y demás elementos. Algunos de los cadáveres fueron encontrados en fosas comunes dentro de la finca donde vivía.

## Sucesos
Se cree que Martínez cometió todos los asesinatos durante una década. Una de las víctimas fue identificada como Natalia García Gil, quien era la compañera sentimental de Martínez y a quien mató por ahorcamiento al utilizar nailon. Las otras personas también fueron asesinadas de la misma manera y correspondían a sus hijos, quienes tenían 5 y 7 años respectivamente, estos crímenes fueron perpetrados en el mes de noviembre de 2015. También se estableció que María Gladis Arango fue otra víctima y quien desapareció a mediados del mes de enero de 2016 en una vereda conocida como Hojas Anchas, en el municipio de Guarne. Por la desaparición de Arango, las autoridades colombianas le impusieron una «medida de aseguramiento por el delito de desaparición forzada», esto permitió realizar un seguimiento y una investigación más detallada.
Según las investigaciones de las autoridades, Martínez enterró a la mayoría de sus víctimas en fosas comunes a una profundidad de 3 metros, envueltos en varias capas de lona, en una finca donde laborada, como un método para desaparecer forzosamente a las personas asesinadas, sin embargo, según sus propias confesiones, estableció que otras más estaban enterradas en dos fincas aledañas al lugar donde residía. También coleccionaba objetos y elementos personales de sus víctimas como relojes, teléfonos inteligentes, joyas, entre otros.
Fue capturado en el municipio de Guarne por personal especializado del Cuerpo Técnico de Investigación (CTI), muy cerca a la subregión Oriente del departamento de Antioquia en una finca en la cual trabajaba como mayordomo y que custodiaba, lugar donde cometió varios de los asesinatos, aunque se cree que pudo cometer otros en Medellín y Valle del Cauca. Martínez había trabajado como campesino, agricultor y en otras labores como vigilancia y jardinería.

## Condena
Martínez fue condenado a 42 años de prisión, por el asesinato de María Gladis Arango, Natalia García Gil y sus dos hijos menores de edad. Fue imputado por varios delitos, entre ellos, desaparición forzada y asesinato.